# 水尾亭桥
水尾亭桥，是位于福建省福州市罗源县中房镇厚富村小溪水尾的一个明代古建筑，1986年入选第二批罗源县文物保护单位。
水尾亭桥是罗源县唯一现存的木亭桥，始建于明朝天启七年（1627年），全木材质，长21米，宽4.5米，桥上的歇山顶式木亭由十扇木架组成，高3.5米，桥两侧建有木护栏和固定长凳。